# Worms (jogo eletrônico de 1995)
Worms é um videojogo de artilharia desevolvido pela Team17 e lançado em 1995. É o primeiro jogo da série de videogames Worms e foi inicialmente disponibilizado para Amiga. Depois foi adaptado para varias outras plataformas.
Worms é um jogo baseado em fases onde o jogador controla um time de minhocas contra outro time de minhocas que, por sua vez, são controlados pelo computador ou por outro jogador.O objetivo é usar várias armas para matar as minhocas do outro time e ser a última sobrevivente.
Um remake, tambem chamado Worms foi lançado para Xbox 360. 

## Jogabilidade
Worms é um jogo de artilharia baseado em fases, similar a outros jogos iniciais no gênero como Scorched Earth. O jogo se passa num campo bi-dimensional. Os jogadores controlam um time de vermes, cada um composto por quatro membros. O objetivo é matar todos os membros da equipe adversária dentro de um tempo limitado por rodada. Em cada fase, que dura entre 45-100 segundos, um jogador pode mover uma minhoca selecionada e utilizar uma ou mais das armas e ferramentas disponíveis.
Entre as armas disponíveis, há desde pistolas simples, como espingardas e Uzi, além de uma variedade de armas pesadas, como a bazuca (a seleção padrão), granadas de fragmentação e ataques aéreos. O jogo também inclui uma série de armas "secretas" (disponível através de códigos (cheats) nas opções de telas ou nos  'weapon drops'  durante o jogo), como a  Banana Bomb e explosões de ovelhas, mostrando como série se tornou famosa.
Também estão disponíveis diversas ferramentas como 'vigas' - usadas principalmente para adicionar proteção - assim como a 'broca', 'maçarico' e a 'corda do ninja', que tem como principal função dar uma maior mobilidade no campo de jogo.